# Sidi Kaddour El Alami
Pour les articles homonymes, voir Alami.
Sidi Kaddour El Alami, né en 1742 à Meknès Tafilalet et mort en 1850 dans la même ville, est l'un des plus grands poètes marocains.

## Biographie
Il était un auteur dans le genre du Melhoun et a fondé la zaouia soufie Alamiyyin à Meknès.
Connu au Maroc, mais en Algérie aussi, à travers son poème "DARI YA DARI " et Ma Chali interprétés par ELHADJ M'HAMED ELANKA dit le Cardinal, roi du chaabi algérois sous les titres "ELMEKNASSIYA" et Ma Yachali, ainsi que "Qoum ya maachouqi".
D'autres poèmes dont il est l'auteur dont Kif ywasi ''Comment faire ?'' et El Qalb ''Le cœur'' dans lequel on recense près de 34 proverbes dont le sens est toujours d'actualité. 
Son poème le plus célèbre restera ''Dar sidi Kaddour'', ou "el Meknassia", dans lequel il raconte qu'il a perdu sa maison. La légende dit qu'il avait fait don de sa maison pour permettre l'élargissement d'une mosquée. Celui-ci n'eut pas lieu et on ne lui rendit pas sa maison. Il composa alors le poème pour la pleurer. Il récupéra sa maison plus tard. C'est dans cette maison, transformée en mausolée, qu'il est enterré, dans le quartier Qoubbet Essouq. 
Refrain du poème : 
آش ذا العـــار عليكم يا رجال مكناس
مشت داري في حماكم يا اهل الكرايم
سبتي وهلاكي الامـــــــان في بن آدم 
N'avez-vous pas honte, Ô gens de Meknès ? 
J'ai perdu ma maison pour vous, gens que l'on dit généreux.
Ma perte et ma ruine furent de m'être fié à l'être humain.